# Río Minga
El río Minga (del ruso: Минга) es un río del raión de Vagái del óblast de Tiumén, en Rusia. Es un afluente por la izquierda del río Ashlyk, que lo es del río Vagái, que lo es del río Irtish, y éste a su vez del río Obi, a cuya cuenca hidrográfica pertenece. Discurre por la Llanura de Siberia Occidental.

## Geografía
Su curso tiene 22 km de longitud. Nace a unos 78 m sobre el nivel del mar, 2 km al sur de Ushakovo y se dirige al este pasando por para desembocar a 54 m de altura en el Ashlyk, en Ashlyk, a 103 km de su desembocadura en el río Vagái junto a Yermakí.